# Jacobus Daniël du Toit

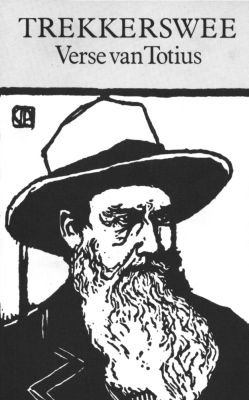
De titelpagina van Trekkerswee

Jacobus Daniël du Toit (Paarl, 21 februari 1877 - Pretoria, 1 juli 1953) was een Zuid-Afrikaanse dichter met de bijnaam Totius.

## Levensloop
Totius was naast dichter ook Bijbelvertaler, predikant, schrijver en theoloog. Du Toit heeft met zijn literaire werk veel internationale erkenning verworven. Verder was hij in het bezit van negen doctorstitels die hij zowel in Zuid-Afrika als elders in de wereld had verkregen.
Van jongs af aan was Totius betrokken bij het behoud van het Afrikanervolk en diens taal in het Zuid-Afrika dat in die tijd overheerst werd door Groot-Brittannië. Hij was lid van het Genootskap van Regte Afrikaners (GRA).
Deze organisatie voerde een politieke, culturele en letterkundige strijd tegen de Britse overheersing. Ten eerste wilden deze Afrikaners het Afrikanervolk een besef van eigenwaarde en zelfrespect bijbrengen. Volgens de GRA werden de Afrikaners zeer achtergesteld door de Britten. Het Afrikanervolk moest opgevoed worden zodat ze zelf Zuid-Afrika weer konden regeren. Ten tweede moest de ontwikkeling van de taal en de cultuur van de Afrikaners worden ontwikkeld en gecultiveerd. Het doel van Totius en zijn medestanders was om een schrijftaal te ontwikkelen uit de Afrikanertaal die tot dan toe alleen nog maar in gesproken vorm bestond. Verder moesten de Afrikaners christelijk worden onderwezen en moest de Bijbel naar het Afrikaans worden vertaald. Dankzij deze ideeën werd Totius, net als zijn medestanders van de GRA, gezien als een belangrijk figuur in de vroege fase van de opkomst en ontwikkeling van het Afrikanernationalisme. De samenstelling van een Afrikaans psalmenboek in 1936 wordt gezien als een van de grootste bijdragen van du Toit op het gebied van de Afrikaanse taal.

## Werken

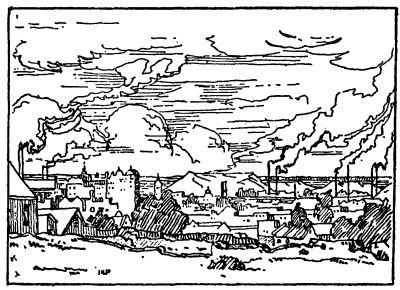
Illustratie van Jacobus Hendrik Pierneef in Trekkerswee bij het gedicht "Goue Gode: Bo-op die grond rys al 'n stad / wat op die heuwels skitter-blink."

- Totius, By die Monument: verse (Potchefstroom 1908).
- Totius, Trekkerswee: verse (Potchefstroom 1915).
- Totius, Rachel: verse (Potchefstroom 1923).
- Totius, Wilgerboombogies: verse (Potchefstroom 1925).
- Totius, Passieblomme: verse van Totius (Bloemfontein 1934).
- Totius, Skemering: verse (Bloemfontein 1948).